# Medical Properties Trust
Medical Properties Trust, Inc., con sede en Birmingham, Alabama, es un grupo de inversión en activos inmobiliarios que invierte en instalaciones de atención médica sujetas a arrendamientos. La empresa posee 438 propiedades en Estados Unidos, Australia, Colombia, Alemania, Italia, Portugal, España, Suiza, Finlandia y el Reino Unido. 
Ha invertido también en las compañías de salud y servicios hospitalarios Steward Health Care, Capella Healthcare, Priory Group y  Ernest Health.

## Historia
La empresa fue fundada el 27 de agosto de 2003 y comenzó a cotizar en la Bolsa de Valores de Nueva York a través del 7 de julio de 2005.
En 2005 adquirió el Northern California Rehabilitation Hospital por 20,75 millones de dólares y el Chino Valley Medical Center por 21 millones de dólares.
En 2012, compró Ernest Health por 400 millones de dólares.
En marzo de 2016 fusionó su inversión en las operaciones de Capella Healthcare con RegionalCare.
En octubre de 2016 la empresa invirtió 1250 millones de dólares en Steward Health Care System .
En mayo de 2017 la compañía anunció sus planes para invertir 1400 millones de dólares en 10 hospitales de cuidados intensivos y un centro de salud mental.
En agosto de 2019 compró ocho hospitales en Reino Unido operados por Ramsay Health Care y 16 hospitales gestionados por Prospect Medical Holdings.
El 8 de enero de 2020 compró 30 hospitales de cuidados intensivos en el Reino Unido por casi 1500 millones de libras esterlinas y los arrendó a Circle Health.
En 2021 completó la venta con posterior arrendamiento a Priory Group de 35 centros de salud mental del Reino Unido por 800 millones de libras esterlinas.
De 2017 a 2021, el salario, las bonificaciones y las adjudicaciones de acciones del director ejecutivo Edward Aldag totalizaron alrededor de 70 millones de dólares.
En marzo de 2022 vendió por 1700 millones de dólares a Macquarie Infrastructure Partners V una participación del 50% en los ocho hospitales de Massachusetts que había comprado a Steward Healthcare System. También en marzo de 2022, la compañía compró cuatro hospitales en Finlandia por 178 millones de euros, lo que representó su primera adquisición en el norte de Europa.

### Crítica del Wall Street Journal
En 2022, el diario económico The Wall Street Journal informó que Medical Properties Trust había otorgado múltiples préstamos a su inquilino más importante, Steward Health Care, y le había pagado por encima del valor de mercado a Steward por la propiedad que Steward luego alquiló a Medical Properties. El artículo alegaba que esto se hizo para ayudar a Steward a pagar las deudas con Cerberus Capital Management, mientras que Medical Properties afirmaba que los montos pagados por las propiedades eran acordes según su garantía y las valoraciones internas de las propiedades. La empresa hizo referencia a la confianza que tenía en que Steward pagara los aproximadamente 1200 millones dólares en alquiler e intereses que debía desde 2016. La empresa también citó su venta en 2022 de una participación del 50% en los bienes raíces de Massachusetts que le compró a Steward como validación de su estrategia. En marzo de 2022, Macquarie Infrastructure Partners V firmó una sociedad de 1700 millones de dólares con Medical Properties Trust para obtener ocho hospitales alquilados a Steward, lo que le supuso a la empresa una ganancia del 47% en la venta de los bienes inmuebles.
Según otro informe publicado por The Wall Street Journal, también se ha informado que la compañía participó en adquisiciones arriesgadas con arrendatarios que posiblemente no cumplirían con los pagos de alquiler en el futuro. Al mismo tiempo, se destacó que parte de la compensación de los altos directivos de la empresa estaba vinculada al número de adquisiciones que lograban llevar a cabo. La empresa ha aclarado que no remunera directamente a sus ejecutivos en función del número de adquisiciones, sino que su sistema de incentivos considera la posibilidad de reducir la compensación ejecutiva si estas adquisiciones no resultan en un aumento del valor por acción de la compañía.